# Модраская обсерватория
Модраская обсерватория, также известная как «Модраская астрономическая обсерватория» или «Астрономическая и геофизическая обсерватория в Модре» — астрономическая обсерватория, основанная в 1988 году около города Модра (Словакия). Обсерватория принадлежит и управляется Университетом Коменского в Братиславе. Научные исследования проводятся под руководством отделения астрономии, физики Земли и метеорологии, факультетов математики, физики и информатики.

## История обсерватории
Астрономическая и геофизическая обсерватории университета Коменского расположены недалеко от города Модра на горном хребте Малых Карпат. Площадь обсерватории 3,5 га.

## Инструменты обсерватории
- 0.6-м рефлектор Цейсс (F=3300мм)
- 0.2-м солнечный рефрактор с Н-альфа фильтром (F=3040 мм)
- 0.24-м образовательный телескоп системы Ньютона
- Магнитный павильон (для измерения магнитного поля Земли)
- Сейсмограф
- Регистратор резонансов Шумана
- Метеорный павильон (фото и видео регистрация метеоров)
- Радиоантена для регистрации радиометеоров
- Метеорологическая станция
- GPS-станция

## Направления работ
- Образовательная деятельность
- Метеорная активность
- Геомагнетизм
- Геофизика
- Солнце (хромосфера)
- Межпланетное вещество
- Фотометрия и астрометрия астероидов и комет
- Фотометрия транзитов экзопланет

## Основные достижения
- Открытие более 160 астероидов, в том числе два околоземных: 2005 GB34 и 2008 UW5.
- Первое наблюдение транзита экзопланеты на территории Словакии.
- Является членом Европейской сети наблюдений болидов (European bolide network)

## Известные сотрудники
- Александер Правда
- Владимир Порубчан[англ.]
- Юрай Тотг